# ستيف موزاكي
ستيف موزاكي (بالإنجليزية: Steve Mouzakis)‏ هو ممثل أسترالي، ولد في 16 يونيو 1973 في أستراليا. بدأ مشواره المهني سنة 2001، ومن الجوائز التي نالها Best Actor ‏ وGreen Room Award for Male Actor in a Leading Role (Music Theatre) ‏.

## أعمال

### أفلام
- (2009) حيث تكون الأشياء البرية[2]

## جوائز
- Best Actor [الإنجليزية]‏
- Green Room Award for Male Actor in a Leading Role (Music Theatre) [الإنجليزية]‏

## وصلات خارجية
- ستيف موزاكي على موقع IMDb (الإنجليزية)
- ستيف موزاكي على موقع قاعدة بيانات الفيلم (الإنجليزية)